# Avenida Dorrego
La avenida Dorrego es una arteria vial de la ciudad de Buenos Aires, Argentina. Las calles perpendiculares cambian de nombre al cruzarla, excepto algunas avenidas importantes, como Warnes, Corrientes, Córdoba, Luis María Campos, del Libertador, Figueroa Alcorta y Lugones/Cantilo.
Su nombre rinde homenaje a Manuel Dorrego, gobernador de Buenos Aires (1820-1820) y (1827-1828), y militar durante la Guerras de Independencia.

## Recorrido
Nace en la Avenida Warnes en el punto limítrofe de los barrios de La Paternal, Chacarita y Villa Crespo, sirviendo de límite entre estos dos últimos barrios hasta las vías del Ferrocarril San Martín. En esta zona se encuentra gran cantidad de locales de venta de repuestos para automotores.
A 500 m de Warnes, pasa en cercanías del Estadio Don León Kolbovsky del Club Atlético Atlanta. Posee desde junio de 2009 un viaducto por el que los vehículos pasan por debajo de las vías del Ferrocarril General San Martín.[cita requerida]

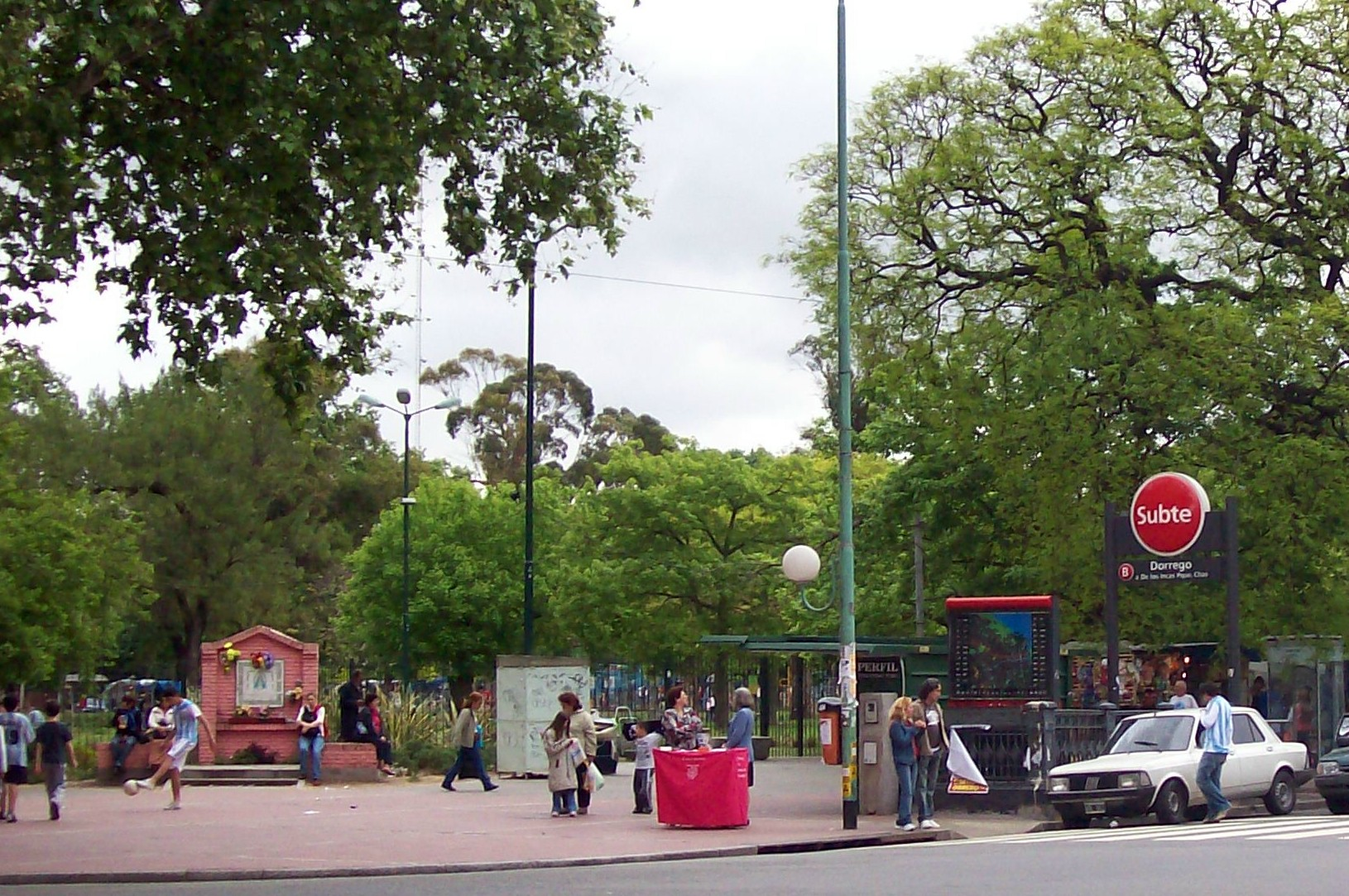
Parque Los Andes, Av. Dorrego y Av. Corrientes.

En el cruce con la concurrida Avenida Corrientes se halla el Parque Los Andes, la Estación Villa Crespo del Ferrocarril San Martín y la Estación Dorrego de la línea B del subterráneo porteño.
En el barrio de Colegiales, en la esquina de Avenida Álvarez Thomas y Dorrego se encuentra el edificio del Mercado de las Pulgas. Esta feria de antigüedades de una manzana de extensión se habilitó en el año 1988 y operó hasta diciembre de 2005. En este mes el gobierno municipal ubicó la feria en la manzana contigua para remodelar este edificio que operó entre 1928 y 1981 como mercado de frutas, verduras y comestibles.
En la siguiente manzana se encuentran las instalaciones del Canal 9 de televisión.
En su intersección con la calle Paraguay se encontraba el cruce a nivel con el ramal a José León Suárez y a Bartolomé Mitre del Ferrocarril Mitre, hoy en día clausurado tras la construcción del puente de la calle Jorge Newbery 
Ya en el barrio de Palermo, en la intersección con Avenida Santa Fe sobre el Viaducto Carranza se encuentra la Estación Ministro Carranza del Ferrocarril Mitre y la también llamada Estación Ministro Carranza de la línea D de subte.
El último trayecto de la avenida transcurre por las zonas verdes de los Bosques de Palermo, y los complejos del Campo Argentino de Polo, el Hipódromo de Palermo, la Plaza República de Ecuador, y finalizando en la Avenida Leopoldo Lugones, a un lado del Aeroparque Jorge Newbery. Frente al Campo Argentino de Polo, cruzando la Avenida Dorrego, se encuentra la Estación Tres de Febrero del Ferrocarril Mitre. Es una de las avenidas con mayores niveles de robo según el relevamiento llamado el “Mapa del Delito” elaborado por la Dirección General de Análisis Criminal y Planificación Estratégica de la Persecución Penal (DAC), que responde a la Procuración General de la Nación. En los últimos tres años ha aumentado en la avenida la cantidad de locales vacíos.

## Cruces importantes y lugares de interés
A continuación, se presenta un mapa esquemático de los principales cruces de esta avenida.

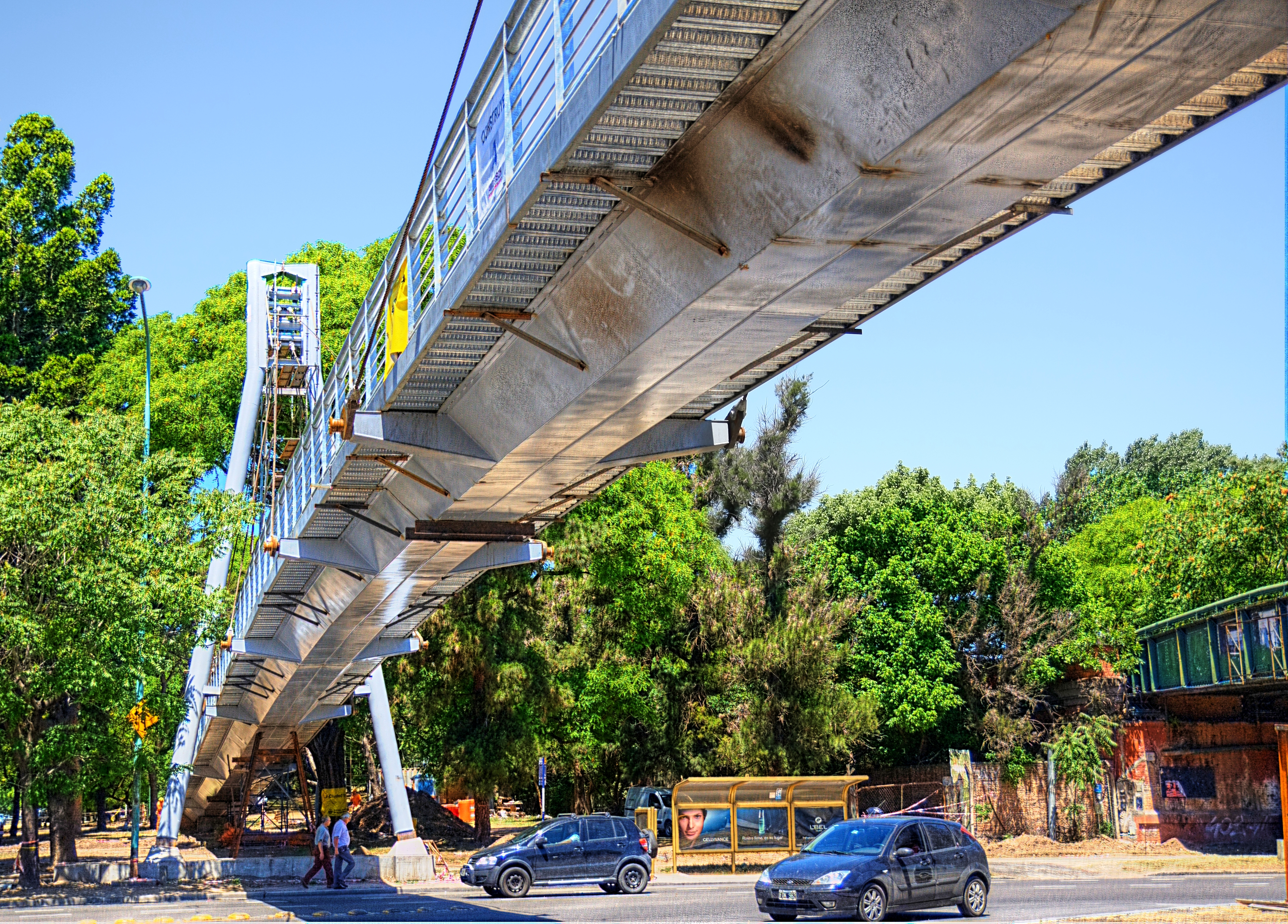
Puente peatonal sobre la Avenida Dorrego en el barrio de Palermo 15 días antes de su inauguración.

| RMq | RMKRZ | RMq |

|  | RM |

| STADIUM | RM |  |

| BAHN | RMu + RGq |  |

|  | RM | lNAT |

| RMCONTgq | RMKRZ | RMq |

|  | RM |

| RMq | RMKRZ | RMCONTfq |

| CONTgq | KRZ | STRq |

|  | STR | BUILDING |

| STRq | STRr |  |

| BAHN | RGq |  |

|  | STR+l | CONTfq |

| RMq | SKRZ-Mo | RMq |

|  | RM | ARCH |

| RMq | RMKRZ | RMq |

| STRq | TEEeq |  |

|  | STR |

| RMq | RMKRZ | RMq |

| STRq | RMTEEeq | STADIUM |

| BUILDING | RM |  |

|  | RMu + RGq | BAHN |

| RMq | RMKRZ | RMCONTfq |

| CONTgq | ABZqlr | STRq |